# 高島正人
高嶌 正人（たかしま まさと、1924年2月13日 - ）は、歴史学者。立正大学名誉教授。同大元理事長。

## 経歴
1924年、長崎県東彼杵郡川棚町で生まれた。本姓・高嶌。立正大学文学部史学科で学び、卒業。同大学大学院文学研究科国史学専攻に進み、1954年に修士課程を修了。
修了後は立正大学文学部助手に採用された。後に助教授、教授に昇格。1981年、学位論文『奈良時代における諸氏族の研究』を立正大学に提出して文学博士号を取得。また、理事長も務めた。立正大学を退任後、名誉教授。日本学術会議会員。

## 著作
著書
- 『奈良時代諸氏族の研究：議政官補任氏族』吉川弘文館 1983
- 『藤原不比等』吉川弘文館 人物叢書 1997
- 『奈良時代の藤原氏と朝政』吉川弘文館 1999

記念論集
- 『日本古代史叢考 高嶌正人先生古稀祝賀論文集』雄山閣出版 1994

論文
- <高島正人